# 托罗沼泽国家公园
托罗沼泽国家公园（芬蘭語：Torronsuon kansallispuisto）是芬蘭的一處國家公園，位於坎塔海梅區。托罗沼泽国家公园成立於1990年，面積25.5平方（9.85平方英里）。